# Сенека (округ, Огайо)
Шаблон:StateAbbr_ 41°08′ пн. ш. 83°08′ зх. д. / 41.13° пн. ш. 83.13° зх. д.
Округ  Сенека (англ. Seneca County) — округ (графство) у штаті  Огайо, США. Ідентифікатор округу 39147.

## Демографія
За даними перепису 
2000 року 
загальне населення округу становило 58683 осіб, зокрема міського населення було 31844, а сільського — 26839.
Серед мешканців округу чоловіків було 29040, а жінок — 29643. В окрузі було 22292 домогосподарства, 15741 родин, які мешкали в 23692 будинках.
Середній розмір родини становив 3,04.
Віковий розподіл населення поданий у таблиці:
| Стать    | До 15 років | 15-21 | 22-29 | 30-39 | 40-49 | 50-65 | 65-85 | Понад 85 |
| -------- | ----------- | ----- | ----- | ----- | ----- | ----- | ----- | -------- |
| Чоловіки | 6364        | 3553  | 2845  | 3922  | 4654  | 4272  | 3158  | 272      |
| Жінки    | 6017        | 3230  | 2684  | 3899  | 4572  | 4420  | 4190  | 631      |

## Суміжні округи
- Сендаскі — північ
- Гурон — схід
- Кроуфорд — південний схід
- Ваяндот — південний захід
- Генкок — захід
- Вуд — північний захід

## Виноски
1. ↑  U.S. Decennial Census. United States Census Bureau. Процитовано 11 лютого 2015.
2. ↑  Historical Census Browser. University of Virginia Library. Архів оригіналу за 11 серпня 2012. Процитовано 11 лютого 2015.
3. ↑  Forstall, Richard L., ред. (27 березня 1995). Population of Counties by Decennial Census: 1900 to 1990. United States Census Bureau. Процитовано 11 лютого 2015.
4. ↑  Census 2000 PHC-T-4. Ranking Tables for Counties: 1990 and 2000 (PDF). United States Census Bureau. 2 квітня 2001. Процитовано 11 лютого 2015.
5. ↑  State & County QuickFacts. United States Census Bureau. Архів оригіналу за 5 вересня 2015. Процитовано 11 лютого 2015. [Архівовано 2015-09-05 у Wayback Machine.](англ.) Наведено за англійською вікіпедією.
6. ↑  American FactFinder. Бюро перепису населення США. Архів оригіналу за 26 лютого 2012. Процитовано 31 січня 2008. [Архівовано 2008-05-21 у Wayback Machine.]

| США | Це незавершена стаття з географії США. Ви можете допомогти проєкту, виправивши або дописавши її. |